# Bang Bang Bang (Big Bang)
Bang Bang Bang (뱅뱅뱅?) è un brano musicale del gruppo sudcoreano Big Bang, pubblicato il 1º giugno 2015 dall'etichetta YG Entertainment come settima traccia dell'ottavo album in studio Made.

## Pubblicazione
Il primo poster promozionale intitolato Bang Bang Bang è stato pubblicato il 27 maggio. Il produttore della YG Entertainment Yang Hyun-suk ha commentato che la canzone era «la musica più potente che abbiate mai sentito prima». Prima della sua uscita il 1º giugno a mezzanotte, i membri hanno tenuto una live sull'app V Live, dove hanno parlato delle nuove canzoni e risposto alle domande dei fan.

## Descrizione
I versi di Bang Bang Bang presentano un ritmo dance che è stato descritto come «ispirato agli anni '90», che ricorda Diplo e i Disclosure, con un «flusso quasi-Migos su un suono hi-NRG».

## Video musicale
Il video musicale di Bang Bang Bang è stato diretto dal registra Seo Hyun-seung ed è coreografato da Parris Goebel, che fa un'apparizione nel video. Il video è stato ben accolto dalla critica. Jeff Benjamin lo ha descritto come «un affare esagerato, con i ragazzi che sfoggiano una sfilza di sguardi selvaggi, acconciature e mode in un mondo tinto di neon», mentre Eric Ducker di Rolling Stone ha affermato che «niente di [quest'anno] batte davvero la grandiosità esplosiva di Bang Bang Bang». Billboard ha evidenziato il «superamento dei limiti» dei membri dell'alta moda. Stereogum lo ha definito come un «video follemente epico» e ha ammirato il «bellissimo, assurdo tripudio di brillantini e capelli rosa, motociclisti idraulici e lanciafiamme, motociclette ingannate e lanciagranate, pelle borchiata e modelli androgini al guinzaglio e anti- cannoni di aerei e cappelli da cowboy e cappelli da guardia del Buckingham Palace e veicoli d'assalto guidati come carri.» Sempre Stereogum, ha anche classificato il video come il quattordicesimo miglior video musicale dell'anno, l'unica canzone non inglese della lista. Il Miami New Times ha scritto che il video "ampolloso" mette in evidenza «di cosa tratta l'Hallyu», con «costumi folli, danze dinamiche e valori di produzione che corrispondono, persino superano, quelli dei loro concorrenti occidentali».
Il video musicale è stato il video del gruppo K-Pop più visto del 2015 e il secondo di tutti i tempi, solo dietro la loro Fantastic Baby. Il 19 gennaio 2016 ha raggiunto 100 milioni di visualizzazioni su YouTube, il secondo video musicale di un gruppo di ragazzi K-Pop a farlo. È diventato il secondo video musicale del gruppo K-pop a superare i 200 milioni di visualizzazioni l'11 gennaio 2017.

### Controversie
Il gruppo è stato criticato per essersi appropriato della cultura dei nativi americani degli Stati Uniti d'America a causa del berretto da guerra, indossato solo da coloro che si sono guadagnati i più alti onori nelle loro tribù.

## Esibizioni dal vivo
La prima esibizione dal vivo televisiva si è tenuta nel programma musicale M Countdown insieme a We Like 2 Party. Il gruppo è anche apparso nel talk show You Hee-yeol's Sketchbook per eseguire il brano. La canzone è stata tradotta in giapponese per essere inclusa nel loro album Made Series (2016). La versione giapponese ha ottenuto un nuovo video musicale, che è essenzialmente lo stesso dell'originale coreano, ma modificato per essere più corto. Questa versione è stata eseguita nei programmi televisivi giapponesi Music Station, Momm!! e Space Shower TV.

## Riconoscimenti
- Mnet Asian Music Award[19]
  - 2015 – Song of the Year
  - 2015 – Candidatura Best Dance Performance
- MTV Iggy
  - 2015 – International Song of Summer 2015[20][21]
- Melon Music Award[22]
  - 2015 – Song of the Year
  - 2015 – Netizen Popularity Award
- Circle Chart Music Award
  - 2016 – Song of the Month (June)[23]
- Seoul Music Award
  - 2016 – Record of the Year in Digital Release[24]
- QQ Music Award
  - 2016 – Best Music Video of the Year[25]
- RTHK International Pop Poll Award
  - 2016 – Top Ten International Gold Songs[26]
- Japan Gold Disc Award
  - 2017 – Song Of The Year By Download (Asia)[27]

## Classifiche

### Classifiche settimanali
| Classifica (2015) | Posizione massima |
| ----------------- | ----------------- |
| Corea del Sud     | 1                 |
| Finlandia         | 30                |
| Francia           | 194               |

### Classifiche di fine anno
| Classifica (2015) | Posizione |
| ----------------- | --------- |
| Corea del Sud     | 1         |